# Etha longipetiolata
Etha longipetiolata là một loài tò vò trong họ Ichneumonidae.